# Sesamum
Sesamum es un género de alrededor de 20 especies de plantas de la familia Pedaliaceae, classe Magnoliopsida.
Son hierbas anuales o perennes con las semillas comestibles. La especie más conocida es Sesamum indicum sésamo (la fuente de las semillas de sésamo). Las especies son en su mayoría africanas con ciertas especies nativas de Sri Lanka y China. El origen de S.indicum es incierto ya que se cultiva y naturaliza extensamente en todas las regiones tropicales.

## Especies
- Sesamum abbreviatum Merxm.
- Sesamum alatum Thonn.
- Sesamum angolense Welw.
- Sesamum biapiculatum De Wild.
- Sesamum calycinum Welw.
- Sesamum capense Burm. f.
- Sesamum digitaloides Welw. ex Schinz
- Sesamum gracile Endl.
- Sesamum hopkinsii Suess.
- Sesamum indicum L.
- Sesamum lamiifolium Engl.
- Sesamum latifolium J.B. Gillett
- Sesamum lepidotum Schinz
- Sesamum macranthum Oliv.
- Sesamum marlothii Engl.
- Sesamum mombazense De Wild. & T.Durand
- Sesamum parviflorum Seidenst.
- Sesamum pedalioides Welw. ex Hiern
- Sesamum radiatum Schumach. & Thonn.
- Sesamum rigidum Peyr.
- Sesamum rostratum Hochst.
- Sesamum sabulosum A.Chev.
- Sesamum schinzianum Asch.
- Sesamum somalense Chiov.
- Sesamum thonneri De Wild. & T. Durand
- Sesamum triphyllum Welw. ex Asch.